# PIK3C3
포스파티딜이노시톨 3-인산화효소 촉매 소단위체 3형(영어: Phosphatidylinositol 3-kinase catalytic subunit type 3)은 인간에서 PIK3C3 유전자에 의해 암호화되는 효소이다.